# ميدالية هارناك
ميدالية هارناك (بالألمانية: Harnack-Medaille) هي ميدالية تمنحها جمعية ماكس بلاك لمن يسدون إليها خدمات جليلة. مُنحت للمرة الأولى سنة 1925، وكان أول حائزيها اللاهوتي والمؤرخ الألماني أدولف فون هارناك، الذي كان الرئيس المؤسس لجمعية القيصر فيلهيلم لتقدم العلوم، التي ورثت مكانها جمعية ماكس بلانك.

## حائزو الميدالية
- 1925: أدولف فون هارناك
- 1926: فريتز هابر
- 1929: فريدريش شميت-أوت
- 1932: كارل كورينس • فرانتس فون مندلسون
- 1933: غوستاف كروب فون بولن أوند هالباخ • ماكس بلانك
- 1934: كارل دويسبرغ
- 1936: ألبرت فوغلر • لودفيغ برانتل
- 1953: غوستاف فينكلر
- 1954: أوتو هان
- 1959: تيودور هويس
- 1960: إريش كاوفمان
- 1962: جورج شريبر
- 1963: أوتو هاينريش فاربورغ
- 1964: هاينريش لوبكه
- 1965: ألفرد كون
- 1970: كارل فورستر
- 1973: أدولف بوتنانت
- 1974: فالتر غيرلاش
- 1981: كورت بيرنباخ
- 1984: هانس ميركله
- 1990: ريتشارد فون فايتسكر
- 1993: رايمر لوست
- 1996: هاينز شتاب • مايكل سيلا
- 1998: هانس تساخر
- 2001: حاييم هراري
- 2004: هوبرت ماركل
- 2006: لو يونغشيانغ
- 2008: هيرمان نويهاوس (بعد وفاته)[1]
- 2017: بيتر غروس